# Filmografia su Cosa nostra

## Filmografia

### Cinema

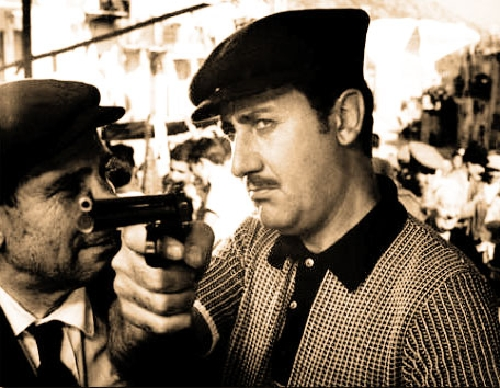
Alberto Sordi in una scena del film Mafioso (1962) di Alberto Lattuada.

- In nome della legge, regia di Pietro Germi (1949)
- I fuorilegge, regia di Aldo Vergano (1950)
- L'onorata società, regia di Riccardo Pazzaglia (1961)
- Salvatore Giuliano, regia di Francesco Rosi (1961)
- Mafioso, regia di Alberto Lattuada (1962)
- I due mafiosi, regia di Giorgio Simonelli (1964)
- A ciascuno il suo, regia di Elio Petri (1966)
- Il giorno della civetta, regia di Damiano Damiani (1967)
- Gente d'onore, regia di Folco Lulli (1967)
- Il sasso in bocca, regia di Giuseppe Ferrara (1969)
- La moglie più bella, regia di Damiano Damiani (1970)
- Confessione di un commissario di polizia al procuratore della repubblica, regia di Damiano Damiani (1971)
- I familiari delle vittime non saranno avvertiti, regia di Alberto De Martino (1972)
- Mimì metallurgico ferito nell'onore, regia di Lina Wertmüller (1972)
- Il padrino, regia di Francis Ford Coppola (1972)
- La violenza: quinto potere, regia di Florestano Vancini (1972)
- Afyon - Oppio, regia di Ferdinando Baldi (1972)
- Il boss, regia di Fernando Di Leo (1973)
- Il consigliori, regia di Alberto De Martino (1973)
- La mano nera, regia di Antonio Racioppi (1973)
- Baciamo le mani, regia di Vittorio Schiraldi (1973)
- Il figlioccio del padrino, regia di Mariano Laurenti (1973)
- Il padrino - Parte II, regia di Francis Ford Coppola (1974)
- Gente di rispetto, regia di Luigi Zampa (1975)
- Il prefetto di ferro, regia di Pasquale Squitieri (1977)

Marlon Brando interpreta Don Vito Corleone nel film Il padrino (1972).

- Corleone, regia di Pasquale Squitieri (1978)
- Un uomo in ginocchio, regia di Damiano Damiani (1979)
- Cento giorni a Palermo, regia di Giuseppe Ferrara (1984)
- Pizza connection, regia di Damiano Damiani (1985)
- Il pentito, regia di Pasquale Squitieri (1985)
- Il siciliano, regia di Michael Cimino (1987)
- Mery per sempre, regia di Marco Risi (1989)
- Il padrino - Parte III, regia di Francis Ford Coppola (1990)
- Dimenticare Palermo, regia di Francesco Rosi (1990)
- Johnny Stecchino, regia di Roberto Benigni (1991)
- Il pentito, episodio di Anni 90 - Parte II, regia di Enrico Oldoini (1993)
- La scorta, regia di Ricky Tognazzi (1993)
- Giovanni Falcone, regia di Giuseppe Ferrara (1993)
- Il giudice ragazzino, regia di Alessandro Di Robilant (1994)
- Un eroe borghese, regia di Michele Placido (1995)
- Palermo Milano solo andata, regia di Claudio Fragasso (1995)
- Testimone a rischio, regia di Pasquale Pozzessere (1996)
- Tano da morire, regia di Roberta Torre (1997)
- I giudici - Excellent Cadavers, regia di Ricky Tognazzi (1999)
- Placido Rizzotto, regia di Pasquale Scimeca (2000)
- I cento passi, regia di Marco Tullio Giordana (2000)
- Gli angeli di Borsellino, regia di Rocco Cesareo (2003)

Luigi Lo Cascio e Luigi Maria Burruano in una sequenza del film I cento passi (2000), incentrato sulla vita di Peppino Impastato, ucciso dalla mafia nel 1978.

- Segreti di Stato, regia di Paolo Benvenuti (2003)
- Alla luce del sole, regia di Roberto Faenza (2005)
- L'uomo di vetro, regia di Stefano Incerti (2007)
- Milano Palermo - Il ritorno, regia di Claudio Fragasso (2007)
- Il dolce e l'amaro, regia di Andrea Porporati (2007)
- La siciliana ribelle, regia di Marco Amenta (2007)
- La mafia uccide solo d'estate, regia di Pif (2013)
- La trattativa, regia di Sabina Guzzanti (2014)
- Era d'estate, regia di Fiorella Infascelli (2016)
- In guerra per amore, regia di Pif (2016)
- Quel bravo ragazzo, regia di Enrico Lando (2016)
- Una storia senza nome, regia di Roberto Andò (2018)
- Il traditore, regia di Marco Bellocchio (2019)
- Il delitto Mattarella, regia di Aurelio Grimaldi (2020)
- Iddu - L'ultimo padrino, regia di Fabio Grassadonia e Antonio Piazza (2024)

### Televisione
- Joe Petrosino, regia di Daniele D'Anza (1972)
- Alle origini della mafia, regia di Enzo Muzii (1976)
- Il delitto Notarbartolo, regia di Alberto Negrin (1979)
- La piovra, regia di Damiano Damiani (1984)
- Western di cose nostre, regia di Pino Passalacqua (1984)
- La piovra 2, regia di Florestano Vancini (1986)
- Il cugino americano, regia di Giacomo Battiato (1986)
- La piovra 3, regia di Luigi Perelli (1987)
- La piovra 4, regia di Luigi Perelli (1989)
- La piovra 5 - Il cuore del problema, regia di Luigi Perelli (1990)
- Donna d'onore, regia di Stuart Margolin (1990)
- La piovra 6 - L'ultimo segreto, regia di Luigi Perelli (1992)
- Donna d'onore 2, regia di Ralph L. Thomas (1993)
- Un uomo di rispetto, regia di Damiano Damiani (1993)
- La piovra 7 - Indagine sulla morte del commissario Cattani, regia di Luigi Perelli (1995)
- La piovra 8 - Lo scandalo, regia di Giacomo Battiato (1997)
- Nessuno escluso, regia di Massimo Spano (1997)
- La piovra 9 - Il patto, regia di Giacomo Battiato (1998)
- Ultimo, regia di Stefano Reali (1998)
- Ultimo - La sfida, regia di Michele Soavi (1999)
- Operazione Odissea, regia di Claudio Fragasso (1999)
- Donne di mafia, regia di Giuseppe Ferrara (2000)
- La piovra 10, regia di Luigi Perelli (2001)
- L'attentatuni, regia di Claudio Bonivento (2001)
- Ultimo - L'infiltrato, regia di Michele Soavi (2004)
- Paolo Borsellino, regia di Gianluca Maria Tavarelli (2004)
- Joe Petrosino, regia di Alfredo Peyretti (2006)
- L'onore e il rispetto, regia di Salvatore Samperi, Luigi Parisi e Alessio Inturri (2006-2017)
- Giovanni Falcone - L'uomo che sfidò Cosa Nostra, regia di Andrea Frazzi e Antonio Frazzi (2006)
- La vita rubata, regia di Graziano Diana (2007)
- L'ultimo dei corleonesi, regia di Alberto Negrin (2007)
- Il capo dei capi, regia di Enzo Monteleone e Alexis Sweet (2007)
- L'ultimo padrino, regia di Marco Risi (2008)
- Squadra antimafia - Palermo oggi, regia di Pier Belloni, Beniamino Catena, Kristoph Tassin, Samad Zarmandili e Renato De Maria (2009-2016)
- Paolo Borsellino - I 57 giorni, regia di Alberto Negrin (2012)
- Cesare Mori - Il prefetto di ferro, regia di Gianni Lepre (2012)
- Ultimo - L'occhio del falco, regia di Michele Soavi (2013)
- Baciamo le mani - Palermo New York 1958, regia di Eros Puglielli (2013)
- Felicia Impastato, regia di Gianfranco Albano (2016)
- Romanzo siciliano, regia di Lucio Pellegrini (2016)
- Boris Giuliano - Un poliziotto a Palermo, regia di Ricky Tognazzi (2016)
- Catturandi - Nel nome del padre, regia di Fabrizio Costa (2016)
- La mafia uccide solo d'estate, regia di Luca Ribuoli (2016-2018)
- Maltese - Il romanzo del Commissario, regia di Gianluca Maria Tavarelli (2017)
- Rosy Abate - La serie, regia di Beniamino Catena (2017-2019)
- Liberi sognatori, regia di Graziano Diana, Michele Alhaique, Stefano Mondini e Renato De Maria (2018)
- Rocco Chinnici, regia di Michele Soavi (2018)
- Il cacciatore, regia di Stefano Lodovichi e Davide Marengo (2018-2020)
- Prima che la notte, regia di Daniele Vicari (2018)
- Io, una giudice popolare al Maxiprocesso, regia di Francesco Miccichè (2020)
- Incastrati, regia di Ficarra e Picone (2022)
- L'Ora - Inchiostro contro piombo, regia di Piero Messina, Ciro D'Emilio e Stefano Lorenzi (2022)
- Solo per passione - Letizia Battaglia fotografa, regia di Roberto Andò (2022)
- The Bad Guy, regia di Giancarlo Fontana e Giuseppe G. Stasi (2022)
- Maria Corleone, regia di Mauro Mancini (2023)

### Documentari
- In un altro paese, di Marco Turco (2005)
- La mafia è bianca, di Stefano Maria Bianchi e Alberto Nerazzini (2005)
- Il fantasma di Corleone, di Marco Amenta (2006)
- Scacco al re - La cattura di Provenzano, di Claudio Canepari, Mariano Cirino, Paolo Santolini (2007)
- Gli ultimi padrini, di Roberto Olla (2007)
- Sotto scacco, di Marco Lillo e Udo Gumpel (2010)
- 1992-2012. Due anni di stragi. Venti anni di trattativa, di Marco Canestrari (2012)
- Belluscone - Una storia siciliana, di Franco Maresco (2014)
- La mafia non è più quella di una volta, di Franco Maresco (2019)
- Our Godfather: La vera storia di Tommaso Buscetta, di Mark Franchetti e Andrew Meier (2019)
- Vendetta: guerra nell’antimafia, prodotta da Netflix, di Ruggero Di Maggio, Davide Gambino, Flaminia Iacoviello, Daniela Volker, Suemay Oram (2021)